# Saint-Émilion
Saint-Émilion település Franciaországban, Gironde megyében. Mint hegyközséget, 1999-ben vették fel az UNESCO világörökségi listájára.

## Története
A Dordogne-völgy fölött elterülő híres borvidék történelme hosszú időra nyúlik vissza. A szőlőhegyek jellemezte történelmi táj nagyrészt máig megmaradt eredeti állapotában.
Aquitania termékeny vidékén már a rómaiak idejében megkezdődött a szőlőtermesztés. A középkorban ez még intenzívebbé vált, és a hely, amely Bordeaux-tól keletre két dombon terül el, ma már a határokon túl is híres kiváló borairól.
A település egy mészkőbarlang körül jött létre, ahová Émilion breton bencés szerzetes remeteként vonult vissza a 8. században. Több bencés rendi szerzetes is követte őt, majd a 11. és a 13. század között a remetelak mellett elkészült a sziklába vájt templom, amelynek hajói és az alatta kialakított katakomba a föld alatt található. Sok sírt rejt magában, és valószínű, hogy  Szent Émiliont is ide temették.
A sziklatemplom mellett nevezetes még a díszes kerengővel ellátott Ágoston-rendi kolostor, valamint a Szentháromság-kápolna (Chapelle de la Trinité), amelyet a 13. században emeltek Szent Émilion tiszteletére. A hagyomány szerint a kápolna alatt helyezkedik el Émilion remetebarlangja. 
Szent Émilion a borászok védőszentje. A település a Santiago de Compostelába tartó zarándokok útjába esik, ennek köszönheti számtalan kolostorát, templomát és zarándokszállását, amelyek a 11. században épültek.
Saint-Émilion az angol uralom alá került, amikor Aquitániai Eleonóra II. Henrik angol király felesége lett. János király 1199-ben a város igazgatását a helybeli előkelőkre és tanácsosokra bízta, akik ennek fejében borral látták el a királyi udvart. A király létrehozta továbbá a bortermelők testületét (Jurade), amely a francia forradalomig működött. 1948-ban ismét felelevenítették ezt a hagyományt. Minden év júniusában megrendezik a vörös talárba és fehér stólába öltözött testületi tagok felvonulását a sziklatemplomhoz. Szeptemberben pedig a Tour du Roy-ban, egy 13. századi vár megmaradt tornyában gyűlnek össze, hogy ünnepélyesen megnyissák a szüretet.